# 弗雷什梅多斯 (肯塔基州)
弗雷什梅多斯（英語：Fresh Meadows）是位於美國肯塔基州哈倫縣的一個非建制地區。

## 地理
弗雷什梅多斯所處的海拔為高於海平面363米（即1191英呎），而該地所採用的時區為UTC-5，即北美東部時區（EST）。同時該地設有夏令時間，為UTC-5調快一小時，即UTC-4（EDT）。